# Cosmocephalus jaenschi
Cosmocephalus jaenschi är en rundmaskart som beskrevs av Johnston och Mawson 1941. Cosmocephalus jaenschi ingår i släktet Cosmocephalus och familjen Acuariidae. Inga underarter finns listade i Catalogue of Life.